# Lizabeth Cohen
Pour les articles homonymes, voir Cohen.
Lizabeth Cohen, née en 1952 à Paramus, est professeure Howard Mumford Jones d'études américaines au département d'histoire de l'université Harvard. Elle est doyenne du Radcliffe Institute for Advanced Study de 2011 à 2018. Ses enseignements et recherches portent sur l'Amérique du XXe siècle, avec un accent sur l'urbanisme, l'environnement bâti et l'histoire publique.

## Biographie
Lizabeth Cohen naît en 1952 à Paramus, dans le New Jersey. Elle passe son enfance dans le comté de Bergen et de Westchester. Elle est diplômée (AB) de l'université de Princeton, puis obtient une maîtrise et un doctorat en histoire américaine à l'université de Californie à Berkeley.
Elle est assistante puis professeure agrégée à l'université Carnegie-Mellon de 1986 et 1992, puis professeure agrégée et professeur ordinaire à l'université de New York de 1992 à 1997. Elle rejoint ensuite Harvard en tant que professeure d'histoire en 1997 et comme Howard Mumford Jones Professor of American Studies en 1999. Elle est professeure Harmsworth d'histoire américaine à l'université d'Oxford durant l'année universitaire 2007-2008 et est membre honoraire du Rothermere American Institute d'Oxford.
Elle est doyenne intérimaire du Radcliffe Institute for Advanced Study à partir du 1er juillet 2011, succédant à Barbara J. Grosz, puis doyenne de plein exercice de mars 2012 à 2018.

## Activités éditoriales
Lizabeth Cohen est l'auteure de Making a New Deal, un livre sur l'histoire sociale de la politique américaine du XXe siècle. Dans ce livre, une étude de cas de Chicago, Cohen soutient que les résidents urbains de la classe ouvrière ont trouvé une identité commune en tant qu'Américains et New Dealers en raison de leur incorporation dans une culture de masse en plein essor et en particulier en raison des effets dévastateurs de la Dépression sur les magasins, entreprises et institutions urbaines. Cohen propose également un argument provocateur sur la montée du Congrès des organisations industrielles dans les années 1930. Elle soutient qu'une « culture d'unité » de la classe ouvrière a brisé les divisions et les animosités communautaires et a rendu possible une syndicalisation industrielle à grande échelle.
L'analyse de Cohen de la culture populaire de la classe ouvrière au cours des années 1920 a été pionnière dans l'étude du consumérisme de masse, un thème qu'elle a développé avec une orientation davantage politique dans son livre, A Consumers' Republic: The Politics of Mass Consumption in Postwar America. À travers une histoire documentée des zones urbaines et suburbaines du New Jersey, intégrée dans une analyse plus large de la transformation du libéralisme post-New Deal, Cohen explore la manière dont les identités des gens en tant que consommateurs ont façonné leur politique après la Seconde Guerre mondiale. S'appuyant sur ses intérêts pour l'architecture, la planification et l'environnement bâti, elle s'appuie sur des travaux antérieurs sur les politiques de suburbanisation réalisés par des chercheurs comme Kenneth T. Jackson. Cohen explore des sujets tels que l'essor des centres commerciaux, l'émergence d'un mouvement pour les droits des consommateurs et la relation entre le consumérisme et l'activisme pour les droits civiques au milieu du XXe siècle. A Consumer's Republic commence par ses souvenirs d'enfance dans une banlieue du New Jersey et s'appuie sur des recherches dans les archives de cet État.
Elle publie en 2019 Saving America's Cities, qui revisite la rénovation urbaine fédérale en suivant la carrière de l'urbaniste Edward J. Logue (en), dont l'approche de la crise urbaine de l'après-Seconde Guerre mondiale a suivi l'évolution de l'équilibre entre les programmes publics financés par le gouvernement et les initiatives du secteur privé.

## Honneurs et distinctions
Cohen est membre de l'American Council of Learned Societies (en), et membre élue de l'Académie américaine des arts et des sciences. Elle est présidente en 2001 de la Urban History Association.
Son article de 1990, « Encountering Mass Culture at the Grassroots: The Experience of Chicago Workers in the 1920s », a remporté le prix Constance Rourke de l'American Studies Association pour le meilleur article publié dans la revue American Quarterly. Son livre de 1990, Making a New Deal, a remporté le prix Bancroft en 1991 pour le meilleur livre d'histoire américaine, et le Philip Taft Labor History Book Award, et est finaliste du prix Pulitzer,. En 2020, elle est colauréate du prix Bancroft pour son livre Saving America's Cities: Ed Logue and the Struggle to Renew Urban America in the Suburban Age,.

## Publications
- Saving America’s Cities: Ed Logue and the Struggle to Renew Urban America in the Suburban Age, New York: Farrar, Straus and Giroux, 2019.  (ISBN 9-780-37425408-7)
- A Consumers' Republic: The Politics of Mass Consumption in Postwar America, New York: Vintage Books, 2003.  (ISBN 0-375-70737-9)
- Making a New Deal: Industrial Workers in Chicago, 1919-1939. New York: Cambridge University Press, 1990. Canto Classics, 2014.  (ISBN 978-1107431799)
- The American Pageant: To 1877 / Since 1865, avec David M. Kennedy, Wadsworth Publishing Co Inc., 17e édition  (ISBN 0357939379)